# Aktivierung (DDR)
Die Aktivierung bezeichnete im betrieblichen Rechnungswesen in der DDR in der Regel eine erstmalige Erfassung der finanziellen Mittel, der materiellen Bestände an  Grund- und Umlaufmitteln sowie zeitlich abgegrenzter Beträge (Ausgaben für künftige Abrechnungszeiträume) auf  Bestandskonten bzw. als Aktiva der  buchhalterischen Bilanz.
Die Aktivierung diente dem Nachweis der im betrieblichen Kreislauf gebundenen Fonds sowie der richtigen Zuordnung des Fondsverzehr bzw. der Kosten zu den Abrechnungsperioden. Für Grundmittel, Materialvorräte. unfertige Erzeugnisse und Fertigerzeugnisse, finanzielle Mittel, Forderungen u. a. bestand eine prinzipielle Aktivierungspflicht. Aus Vereinfachungsgründen wurde bei dem sogenannten Kleinmaterial sowie bei den in der Nutzung befindlichen geringwertigen oder schnell verschleißenden Arbeitsmitteln auf eine Aktivierung verzichtet. Dies konnte zu Periodenverschiebungen im Ausweis der Kosten führen (siehe Bewertung der Grundmittel).
Die Aktivierung von Investitionen war die wertmäßige Übernahme fertiggestellter, nutzungsfähiger Investitionen in die Grundmittelkonten bzw. in die Grundmittelrechnung der Betriebe, Institutionen,  Haushaltseinrichtungen u. a. Vom Investitionsträger abgenommene, abrechnungsfähige Einheiten waren mit dem Beginn ihrer Nutzungsfähigkeit zu aktivieren. Das galt auch, wenn noch Restarbeiten auszuführen waren, durch die die Nutzungsfähigkeit nicht beeinträchtigt wurde, oder wenn die Abrechnungsunterlagen fehlten.
Im letzteren Fall hatte der Investitionsträger den zu aktivierenden Grundmittelwert durch eine Zwischenrechnung auf der Grundlage der Vorbereitungsunterlagen zu ermitteln und eventuell später zu korrigieren. Die  Abschreibung begann mit dem ersten Tag des auf die Aktivierung des Grundmittels folgenden Monats. Die Erfassungseinheit für die Aktivierung war das Inventarobjekt.